# Stadio Cibalia
Lo stadio Cibalia (ufficialmente stadio Cibalia a Vinkovci, in croato Stadion Cibalije u Vinkovcima), noto anche come stadio Mladosti, è il principale stadio di calcio di Vinkovci, una città della regione di Vukovar e della Sirmia, in Croazia.

## Storia
A metà del 1964, quando la squadra cittadina si chiama Dinamo Vinkovci, inizia la costruzione dello stadio dove la squadra si esibisce tuttora. In due anni l'opera è completata e l'inaugurazione si tiene il 25 maggio 1966, in occasione della "Giornata della Gioventù" (in croato "Dan mladosti", per questo l'impianto viene chiamato Stadion Mladosti). Di fronte a 12000 spettatori, Dinamo e Velež Mostar pareggiano 2–2.
L'impianto non subisce modifiche fino al 1982, anno dell'ingresso nell'allora Prima lega federale (la Serie A jugoslava), quando inizia la costruzione della tribuna orientale. Questo porta la capienza dello stadio a 18.000 spettatori (compresi i posti in piedi). Nel 1992, anno dell'indipendenza della Croazia, cambia il nome in Stadion HNK Cibalia Vinkovci, mentre la squadra da Dinamo diviene Cibalia.
Nel 2003 vengono installate sedie nella parte orientale e occidentale dello stadio, 3.000 a est e 700 a ovest. Nel 2008 sono installati dei proiettori ed una moderna pista in tartan intorno all'intero terreno.
Il 28 luglio 2017, la HNS assegna l'organizzazione della finale della Hrvatski nogometni kup 2017-2018 allo Stadio Cibalia. Nella primavera del 2018, cominciano i lavori per l'ammodernamento dell'impianto: vengono installati nuovi sedili sulla tribuna ovest e quelli vecchi sono spostati a nord, sud ed in parte della tribuna est dove prima non esistevano. Pertanto, la capacità totale dello stadio viene leggermente ridotta, ma il numero di posti a sedere aumenta da circa 6.500 a circa 8.200.
Lo stadio è situato nella parte meridionale della città, dalla parte opposta del fiume Bosut rispetto al centro di Vinkovci.

## Gare di rilievo

### Club
| Data           | Competizione         | Squadre                            | Risultato |
| -------------- | -------------------- | ---------------------------------- | --------- |
| 23 maggio 2018 | Finale Coppa Croazia | Dinamo Zagabria vs. Hajduk Spalato | 1–0       |

### Nazionali
| Data             | Competizione | Squadre                   | Risultato |
| ---------------- | ------------ | ------------------------- | --------- |
| 14 novembre 2009 | Amichevole   | Croazia vs. Liechtenstein | 5–0       |